# Breg, Žirovnica
Breg este o localitate din comuna Žirovnica, Slovenia, cu o populație de 598 de locuitori.